# Versuchsbetrieb (Kleinfeldhandball) 1966
Die Spielzeit 1966 war der Versuchsbetrieb der höchsten Spielklasse im Schweizer Kleinfeldhandball.

## Modus
In dieser Saison spielten 8 Mannschaften im Modus «Jeder gegen Jeden» mit je einem Heim- und Auswärtsspiel um die Schweizer Meisterschaft. Bei Punktgleichheit entschied die bessere Tordifferenz. Der Tabellenerste am letzten Spieltag war Schweizer Meister 1966. Die Mannschaft auf dem letzten Platz stieg in die Nationalliga B 1967 ab.

## Meisterschaftsrunde

### Rangliste
| Pl.                              |  | Verein                    | Sp. | S  | U | N  | Tore      | Diff. | Punkte  |
| -------------------------------- |  | ------------------------- | --- | -- | - | -- | --------- | ----- | ------- |
| 1.                               |  | Grasshopper Club Zürich   | 14  | 14 | 0 | 0  | 0268:1420 | +126  | 028:00  |
| 2.                               |  | BSV Bern                  | 14  | 8  | 2 | 4  | 0209:1870 | +22   | 018:100 |
| 3.                               |  | ATV Basel-Stadt           | 14  | 7  | 1 | 6  | 0229:2340 | −5    | 015:130 |
| 4.                               |  | Pfadi Winterthur          | 14  | 6  | 2 | 6  | 0184:1530 | +31   | 014:140 |
| 5.                               |  | KTSV St. Otmar St. Gallen | 14  | 6  | 0 | 8  | 0140:1980 | −58   | 012:160 |
| 6.                               |  | LC Zürich                 | 14  | 5  | 1 | 8  | 0158:2000 | −42   | 011:170 |
| 6.                               |  | RTV 1879 Basel            | 14  | 4  | 0 | 10 | 0206:2140 | −8    | 08:200  |
| 7.                               |  | TV Kaufleute Basel        | 14  | 3  | 0 | 11 | 0183:2580 | −75   | 06:220  |
| Quelle: SHV-Resultatbüechli 1982 |  |                           |     |    |   |    |           |       |         |

| Zum Meisterschaftsrundeende 1966: |                                             |
|                                   |                                             |
|                                   | Schweizer Meister                           |
|                                   | Direkter Abstieg in die Nationalliga B 1967 |

### Torschützenliste
Bei gleicher Anzahl von Treffern sind die Spieler alphabetisch geordnet.
| Pl.           | Spieler            | Mannschaft                      | Tore                            |
| ------------- | ------------------ | ------------------------------- | ------------------------------- |
| 01.           | Armin Seiler       | Grasshopper Club Zürich         | 63                              |
| 02.           | Bruno Schmid       | Grasshopper Club Zürich         | 57                              |
| 02.           | Werner Ebi         | RTV 1879 Basel                  | 57                              |
| 04.           | Eduard Stebler     | ATV Basel-Stadt                 | 52                              |
| 05.           | W. Gass            | TV Kaufleute Basel              | 51                              |
| 06.           | Paul Mangighetti   | LC Zürich                       | 47                              |
| 07.           | René Landis        | Grasshopper Club Zürich         | 45                              |
| 07.           | Gütlin             | ATV Basel-Stadt                 | 45                              |
| 09.           | Ueli Schweingruber | BSV Bern                        | 42                              |
| 10.           | Kleiner            | Pfadi Winterthur                | 41                              |
| 11.           | Willy Glaus        | BSV Bern                        | 38                              |
| 11.           | Hans Güttinger     | Pfadi Winterthur                | 38                              |
| 13.           | Gustav Ebi         | RTV 1879 Basel                  | 35                              |
| 14.           | Müller             | ATV Basel-Stadt                 | 34                              |
| ? Torschützen | ? Torschützen      | Stand: 4. Oktober 1966, Quelle: | Stand: 4. Oktober 1966, Quelle: |